# Costigliole Saluzzo
Costigliole Saluzzo – miejscowość i gmina we Włoszech, w regionie Piemont, w prowincji Cuneo.
Według danych na rok 2004 gminę zamieszkiwały 3122 osoby, 208,1 os./km².